# Cinturão de campeão

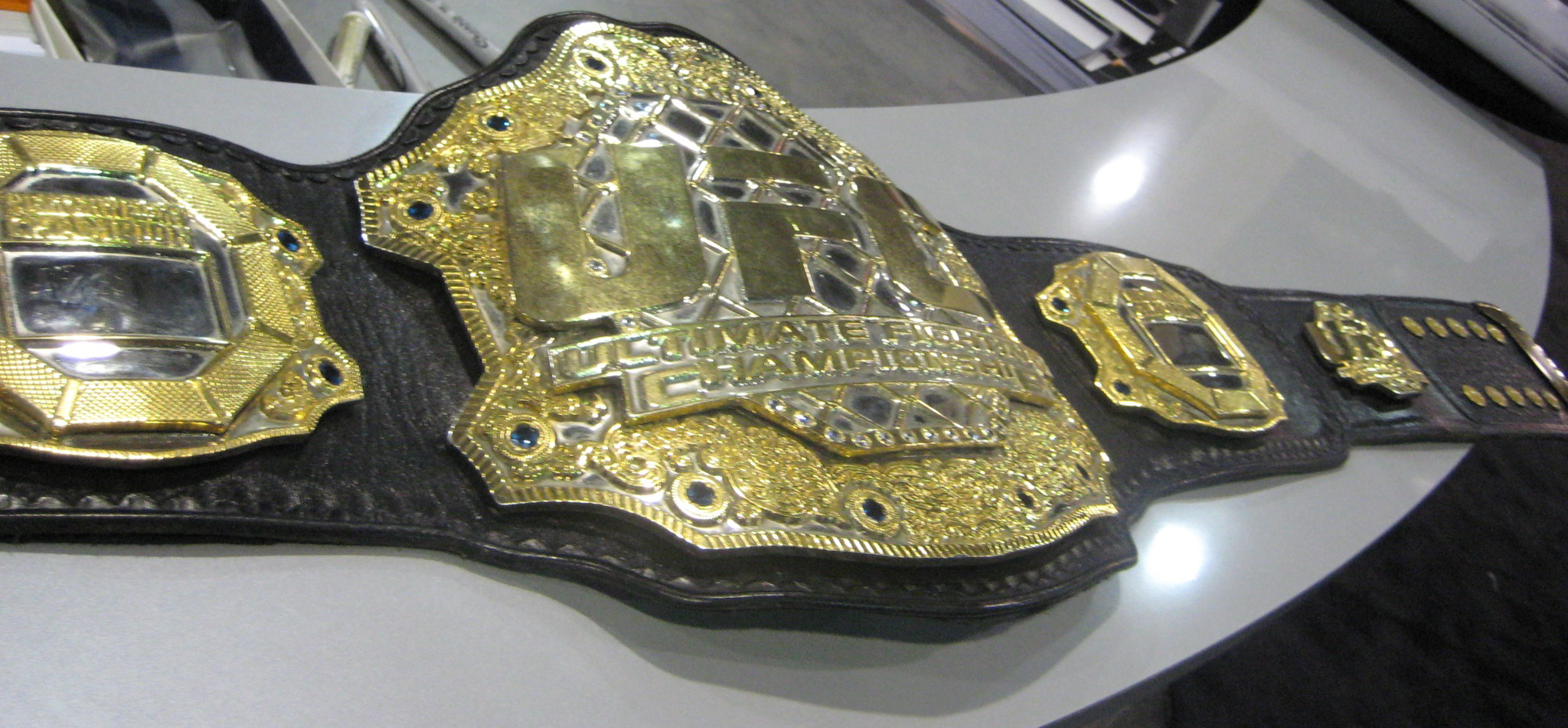
O Cinturão do UFC

O Cinturão de Campeão, no linguajar do mundo dos esportes de combate, é a honraria máxima dada ao campeão de cada categoria.

## História
O bareknucler inglês Tom Cribb foi o primeiro lutador a receber um cinturão, ainda em 1811, após surrar Tom Molineaux. O rei Jorge III do Reino Unido o agraciou com um cinturão que é muito diferente dos atuais: confeccionado com pele de leão, era enfeitado com as garras do animal.
A partir de cerca de 1850, a indicação do campeão americano de boxe era feita por uma revista: a Police Gazette. Em 1880, Richard Fox, editor desta revista, foi insultado num barbeiro pelo boxeador John Sullivan, que era o maior lutador da época. Ofendido, Richard resolveu indicar Jake Kilrain como campeão dos pesados e o presenteou com um cinturão. Os fãs de Sullivan responderam doando-lhe um outro cinturão, ricamente ornado com a inscrição "nosso campeão dos campeões".
Em 1922, ano do falecimento de Fox, o jornal The Ring, em homenagem a ele, criou um cinturão para dar aos campeões de cada categoria. A partir de então, os cinturões passaram a ser oferecidos pelos organismos que controlam o esporte, tornando-se acessórios obrigatórios nos guarda-roupas de todos campeões.
Por representar tão bem o campeão, outros desportos de combate também aderiram a ideia, e passaram a agraciar seus vencedores com cinturões.

### Cinturão Interino
O cinturão interino é um recurso excepcional, usado em casos extremos, quando o campeão linear está, por qualquer motivo que seja, inapto a defender seu título, mas também o empecilho não é grande o suficiente para que ele acabe destituído do posto. Ou seja, o cinturão interino serve para movimentar uma categoria com muito tempo de inatividade.
No MMA, o cinturão Interino entra em disputa, também, quando um campeão sai de uma organização e assina com a concorrente (por exemplo: sai do Strikeforce e vai pro UFC ou vice versa). Como a organização fica sem campeão pra categoria, os dois lutadores mais bem rankeados entram em disputa pelo Cinturão Interino da categoria.
Porém, No UFC, o cinturão interino tem recebido inúmera críticas, já que ele não tem sido usado conforme deveria. Por exemplo, Minotauro se sagrou campeão interino quando Randy Couture se ausentou do UFC. Ao retornar, a luta por cinturão que ocorreu foi Couture VS Brock Lesnar e o brasileiro ficou chupando dedo.

### Em Outros Esportes além dos Desportos de Combate
- Historicamente é dado um cinturão a vencedores de torneios de golfe.[6]
- A organização do Las Vegas Motor Speedway, em referência as lutas de boxe disputadas na cidade, historicamente oferece cinturões aos vencedores das corridas disputadas lá.[7]